# Rio Camamu
Rio Camamu är ett vattendrag i Brasilien.   Det ligger i delstaten Bahia, i den östra delen av landet, 1 000 km öster om huvudstaden Brasília.
I omgivningarna runt Rio Camamu växer i huvudsak städsegrön lövskog. Runt Rio Camamu är det ganska glesbefolkat, med 26 invånare per kvadratkilometer.